# Район Беверлі-Гіллз
«Район Беверлі Гіллз» або «Беверлі-Гіллз, 90210» — американський телесеріал, що розповідає про близнюків із сімейства Волш, котрі опинилися у світі золотої молоді в Лос-Анджелеському районі Беверлі-Гіллз («90210» у назві є поштовим індексом району; вимовляється як «дев'яносто — двісті десять»).

## Про серіал

### Історія створення
В 1990 році Даррен Стар — автор ідеї серіалу, показав відомому телевізійному продюсерові й режисерові Аарону Спеллінгу сценарії перших шести епізодів шоу. Перше, що не сподобалося Спеллінгу, так це велика кількість головних героїв — підлітків. Він поставив питання: «А чи не можна ввести в сюжет побільше дорослих героїв?» Але Стар стояв на своєму: він був упевнений, що саме це й зіграє на руку майбутньому успіху серіалу. Зрештою, під напором аргументів Стара Спеллінг дав добро на зйомки перших серій шоу. І, до свого подиву, правильно зробив.
Сюжет побудований навколо головного героя Брендона Волша (у виконанні Джейсона Прістлі) і його друзів. Волш разом із сестрою Брендою (у виконанні Шеннен Догерті) переїздять з Міннесоти в Каліфорнію, у престижний район Лос-Анджелеса Беверлі-Гіллз, і заводять нових друзів у школі. Не зважаючи на легкий підлітковий характер серіалу, в ньому, проте, зачіпалося багато актуальних тем: наркотики в молодіжному середовищі, підлітковий алкоголізм, зґвалтування, підліткові самогубства, застосування насилля стосовно дітей, права секс-меншин, СНІД і підліткова вагітність і багато іншого.
4 жовтня 1990 року відбулася прем'єра першої серії на телебаченні. Однак всупереч запевненням Стара рейтинги перших серій були досить низькими. Студія вирішила зняти тільки один сезон, що складається з 30-35 серій. Але в підсумку все вийшло інакше: найбільшу популярність серіал отримав улітку 1991 року при показі другого, «спеціального літнього» сезону. Це відрізнило шоу від інших, адже в більшості випадків улітку студії повторювали старі епізоди своїх популярних серіалів.
Серіал викликав багато критики й неодноразово ставав об'єктом для жартів через вік акторів, яким було далеко за 20 (деяким — за 30), у той час як вони грали підлітків. Серіал стали закуповувати за кордоном, а фотографії головних героїв стали прикрашати обкладинки таких журналів, як Entertainment Weekly, Rolling Stone, People, TV Guide тощо. Вийшло безліч товарів з логотипом і героями серіалу: альбоми для наклейок, офіційний журнал, плакати, футболки, щоденники. Саме це шоу підняло компанію Fox, що випускала серіал, на один рівень із гігантами телебачення — CBS, NBC і ABC.

### Відгалуження
В 1993 році Стар і Аарон Спеллінг слідами їхнього успішного дітища поставили новий серіал — «Район Мелроуз», дія якого відбувається в одному з районів Беверлі-Гіллз. Примітно, що в перших епізодах серіалу з'являються багато героїв оригінального серіалу — Келлі, Донна, Девід і Стів.
Навесні 2008 року канал CW оголосив про те, що працює над новим проєктом — приблизно, серіалом, пов'язаним з оригінальним шоу. Згідно з «Вераєті», серіал буде розповідати про героя по імені Гаррі, котрий переїхав разом зі своєю дружиною Деббі в Беверлі-Гіллз, щоб доглянути за своєю матір'ю Табітою. У них є двоє дітей: дочка Енні й усиновлений Діксон.
У цей час Робом Томасом (автором серіалу «Вероніка Марс») ведеться активна робота над продовженням. Творець оригінальної версії серіалу Даррен Стар у зніманнях нових епізодів і створенні сценарію брати участі не буде. Зараз проєкт зветься «90210: Нове покоління».

### Розвиток серіалу і його скасування
Із самого початку знімання серіалу сценаристи робили особливий акцент на різних проблемах, з якими зіштовхувалися Бренда й Брендон, а також їхні юні друзі. Критики високо оцінили тонкі й блискуче продумані сценарні ходи й діалоги. Рейтинги неухильно росли. Але все змінилося, коли герої відкрили нову сторінку свого життя — коледж. Хоча шанувальники серіалу як і раніше любили його, а рейтинги залишалися досить високими, шоу одержувало несприятливі відкликання з боку критиків-драматургів. Вони вважали, що розміщення пріоритетів у сюжетах серіалу помінялися: у ньому стали звучати «мильні» нотки, тим самим руйнуючи репутацію серйозного драматичного молодіжного серіалу.
Критики в один голос затверджували, що серіал стає звичайною повсякденною «мильною оперою» для підлітків, гублячи свою первісну чарівність. Важливу роль відіграв той факт, що до середини серіалу із шоу пішли майже всі актори основного складу. Зміни в акторському складі, а також у знімальній групі привели до низьких показників рейтингів, і в січні 2000 року студія Fox офіційно оголосила про закриття серіалу. Останній епізод вийшов у травні 2000 року. Як би там не було, фінал серіалу залучив досить велику глядацьку аудиторію — 25 мільйонів, зайнявши 15-те місце в рейтингах тижня.

## Рейтинги
- Сезон 1 (1990—1991 р.) — #115
- Сезон 2 (1991—1992 р.) — #49
- Сезон 3 (1992—1993 р.) — #44
- Сезон 4 (1993—1994 р.) — #37
- Сезон 5 (1994—1995 р.) — #58
- Сезон 6 (1995—1996 р.) — #62
- Сезон 7 (1996—1997 р.) — #70
- Сезон 8 (1997—1998 р.) — #68
- Сезон 9 (1998—1999 р.) — #82
- Сезон 10 (1999—2000 р.) — #89

## Головні ролі
- Джейсон Прістлі у ролі Брендона Волша (1990—1998 р.)
- Шеннен Догерті у ролі Бренди Волш (1990—1994 р.)
- Дженні Гарт у ролі Келлі Тейлор (1990—2000 р.)
- Люк Перрі у ролі Ділана Макея (1990—1995, 1998—2000 р.)
- Ян Зірінг у ролі Стіва Сандерса (1990—2000 р.)
- Габріель Картеріс у ролі Андреа Цукерман (1990—1995 р.)
- Браян Остін Грін у ролі Девіда Сільвера (1990—2000 р.)
- Торі Спеллінг у ролі Донни Мартін (1990—2000 р.)
- Дуглас Емерсон у ролі Скотта Скенлона (1990—1991 р.)
- Джеймс Екхаус у ролі Джима Волша (1990—1995 р.)
- Керол Поттер у ролі Сінди Волш (1990—1995 р.)
- Джо Тата у ролі Нета Буссікьо (1990—2000 р.)
- Тіффані-Амбер Тіссен у ролі Велері Мелоун (1994—1998 р.)
- Кетлін Робертсон у ролі Клер Арнольд (1994—1997 р.)
- Марк Деймон Еспіноза у ролі Джессі Васкеса (1994—1995 р.)
- Джеймі Волтерс у ролі Рея Прюіта (1994—1995 р.)
- Деніел Козгров у ролі Метта Дернінга (1998—2000 р.)
- Ліндсей Прайс у ролі Джанет Сосна (1998—2000 р.)
- Гіларі Свонк у ролі Карлі Рейнольдс (1997—2000 р.)
- Вінсент Янґ у ролі Ноа Гантера (1997—2000 р.)
- Ванесса Марсіл у ролі Джині Кінкейд (1998—2000 р.)

## Епізодичні ролі
- Єва Лонгорія
- Мая Кемпбелл
- Доріан Ґреґорі
- Мелінда Кулеа (1991)
- Сідні Пенні

## Нагороди

### Премії
Emmy Awards
- 1995 — Outstanding Guest Actor in a Drama Series (Milton Berle)

ASCAP Film & Television Music Awards
- 1995 — Top TV Series

BMI Film & TV Awards
- 1996 — BMI TV Music Award

TP de Oro, Spain
- 1992 — Best Foreign Series (Mejor Serie Extranjera)
- 1993 — Best Foreign Series (Mejor Serie Extranjera)

Young Artist Awards
- 1990 — Best Young Actor Supporting or Re-Occurring Role for a TV Series (Дуглас Емерсон)
- 1991 — Outstanding Young Ensemble Cast in a Television Series
- 1991 — Best Young Actor Co-starring in a Television Series (Браян Остін Грін)
- 1991 — Best Young Actress Co-starring in a Television Series (Дженні Гарт)
- 1992 — Favorite Young Ensemble Cast in a Television Series
- 1992 — Best Young Actress Recurring in a Television Series (Дана Беррон)

### Номінації
Golden Globe Awards
- 1992 — Best TV-Series: Drama
- 1993 — Best TV-Series: Drama
- 1993 — Best Performance by an Actor in a TV-Series: Drama (Джейсон Прістлі)
- 1995 — Best Performance by an Actor in a TV-Series: Drama (Джейсон Прістлі)

TV Land Awards
- 2004 — Favorite Greasy Spoon
- 2004 — Favorite Teen Dream: Male (Люк Перрі)
- 2006 — Most Happening Greasy Spoon or Hangout
- 2007 — Break Up That Was So Bad It Was Good (Люк Перрі і Шеннен Догерті)

Teen Choice Awards
- 1999 — TV-Choice Actress (Дженні Гарт)

Young Artist Awards
- 1990 — Best New Family Television Comedy Series
- 1990 — Best Young Actor Supporting or Re-Occurring Role for a TV Series (Браян Остін Грін)
- 1990 — Best Young Actress Supporting or Re-Occurring Role for a TV Series (Дженні Гарт)
- 1990 — Best Young Actress Starring in a New Television Series (Шеннен Догерті)
- 1991 — Best Young Actress Starring in a Television Series (Шеннен Догерті)
- 1991 — Best Young Actress Co-starring in a Television Series (Торі Спеллінг)
- 1992 — Best Young Actor Recurring in a Television Series (Корі Тайлер)
- 1993 — Best Youth Actress Guest Starring in a Television Show (Сабріна Вінер)
- 1998 — Best Performance in a TV Drama Series: Guest Starring Young Actress (Даніель Кітон)

## Серіал на відео

### VHS
В 1998 році в США на відео були випущені дві касети: з першим епізодом серіалу «Pilot» і двогодинний варіант останньої серії третього сезону «The Graduation» з офіційною церемонією закінчення школи.
| Диск | Доповнення                                                                      |
| --- | ------------------------------------------------------------------------------- |
| - Beverly Hills 90210: Pilot - Кількість епізодів: 1 - Тривалість: 90 хв. - Випуск: 1 січня 1998 року           | Доповнень немає                                                                 |
| - Beverly Hills 90210: The Graduation - Кількість епізодів: 2 - Тривалість: 118 хв. - Випуск: 1 січня 1998 року | Behind the Scenes Cast Interviews with Katie Wagner; Hit Music Video by Shanice |

### DVD
Цікаво, що більша частина музики, використаної в серіалі, для випуску DVD в США довелося замінити через відсутність прав. Також, починаючи із другого сезону, монтаж багатьох епізодів серіалу перетерпів значні зміни в порівнянні з телевізійним оригіналом. Існує також подарункове видання серіалу, що являє собою попарний випуск сезонів «Беверлі-Гіллз, 90210» і серіалу «Район Мелроуз» за назвою The Good, the Bad & the Beautiful Pack з першими сезонами шоу й The Good, the Bad & the Beautiful Pack 2 із другими відповідно.
| Диск | Доповнення |
| --- | --- |
| - Beverly Hills 90210: Pilot - Кількість епізодів: 1 - Випуск: 15 червня 2004 року                         | Доповнень немає |
| - Beverly Hills 90210: The Complete First Season - Кількість епізодів: 22 - Випуск: 7 листопада 2006 року  | Beginnings With Darren Star Meet the Class of West Beverly High 90210: Behind the Scenes Looking Back: Season One — The Recap Darren Star audio commentaries                     |
| - Beverly Hills 90210: The Complete Second Season - Кількість епізодів: 28 - Випуск: 1 травня 2007 року    | Our Favourite Valentine Everything You Need to Know About Beverly Hills, 90210: Season 2 Meet the Walshes                                                                        |
| - Beverly Hills 90210: The Complete Third Season - Кількість епізодів: 30 - Випуск: 11 грудня 2007 року    | 7 Minutes in Heaven The World According to Nat Everything You Need to Know About Beverly Hills, 90210: Season 3 Episode guides (menu-based)                                      |
| - Beverly Hills 90210: Season 1 — 3 - Кількість епізодів: 70 - Випуск: 11 грудня 2007 року                 | Бонуси для Beverly Hills 90210: The Complete First Season Beverly Hills 90210: The Complete Second Season Beverly Hills 90210: The Complete Third Season                         |
| - Beverly Hills 90210: The Complete Fourth Season - Кількість епізодів: 32 - Випуск: 29 квітня 2008 року   | A Look Back with Charles Rosin The Loves of Season 4 Beverly Hills Moms Everything You Need to Know about Beverly Hills, 90210, Season 4 90210 Genre Benders 7 Minutes in Heaven |
| - Beverly Hills 90210: The Complete Fifth Season - Кількість епізодів: 32 - Випуск: 29 липня 2008 року     | Бонусів немає |
| - Beverly Hills 90210: The Complete Sixth Season - Кількість епізодів: 32 - Випуск: 25 листопада 2008 року | Бонусів немає |
| - Beverly Hills 90210: The Complete Seventh Season - Кількість епізодів: 32 - Випуск:                      | Бонусів немає |

## Музика до серіалу
За роки зйомок серіалу компаніями Giant Records, WEA і Rhino Records було випущено три офіційних саундтрека:

### Beverly Hills 90210: The Soundtrack
Дата випуску: 20 жовтня 1992 року
- 01. «Bend Time Back Around» у виконанні Поли Абдул
- 02. «Got 2 Have U» у виконанні Color Me Badd
- 03. «The Right Kind Of Love» у виконанні Jeremy Jordan
- 04. «Love Is» у виконанні Ванесси Вільямс і Brian McKnight
- 05. «Just Wanna Be Your Friend» у виконанні Puck & Natty
- 06. «Let Me Be Your Baby» у виконанні Geoffrey Williams
- 07. «Saving Forever For You» у виконанні Shanice
- 08. «All The Way To Heaven» у виконанні Jody Watley
- 09. «Why» у виконанні Cathy Dennis
- 10. «Time To Be Lovers» у виконанні Michael McDonald і Chaka Khan
- 11. «Action Speaks Louder Than Words» у виконанні Tara Kemp
- 12. «Theme From Beverly Hills, 90210». Композитор — John E. Davis

### Beverly Hills 90210: The College Years
Дата випуску: 20 вересня 1994 року
- 01. «Make It Right» у виконанні Lisa Stansfield
- 02. «Not One More Time» у виконанні Stacy Piersa
- 03. «Every Day Of The Week» у виконанні Jade
- 04. «Not Enough Hours In The Night» у виконанні After 7
- 05. «S.O.S.» у виконанні Cathy Dennis
- 06. «No Intermission» у виконанні 5th Power
- 07. «Cantaloop (Flip Fantasia)» у виконанні Us3
- 08. «Moving On Up» у виконанні M People
- 09. «Touch My Light» у виконанні Big Mountain
- 10. «I'll Love You Anyway» у виконанні Aaron Neville
- 11. «What Your Love Means To Me» у виконанні Hi-Five
- 12. «Forever Yours» у виконанні Wendy Moten

### Beverly Hills 90210: Songs From The Peach Pit
Дата випуску: 1 жовтня 1996 року
- 01. «Devil With A Blue Dress On» у виконанні Mitch Ryder & The Detroit Wheels
- 02. «You Really Got Me» у виконанні The Kinks
- 03. «Satisfaction» у виконанні Otis Redding
- 04. «Knock on Wood» у виконанні Eddie Floyd
- 05. «B-A-B-Y» у виконанні Carla Thomas
- 06. «The Beat Goes On» у виконанні Sonny & Cher
- 07. «How Can I Be Sure» у виконанні The Young Rascals
- 08. «Friday On My Mind» у виконанні The Easybeats
- 09. «Mony Mony» у виконанні Tommy James & The Shondells
- 10. «Pick Up The Pieces» у виконанні AWB
- 11. «What You Won't Do For Love» у виконанні Bobby Caldwell
- 12. «Slow Ride» у виконанні Foghat
- 13. «Strange Way» у виконанні Firefall
- 14. «Please Don't Go» у виконанні K.C. & the Sunshine Band
- 15. «Beverly Hills 90210 Theme». Original Sound Track